# スペースシャワーネットワーク
株式会社スペースシャワーネットワーク（英：SPACE SHOWER NETWORKS INC.）は、CS、ケーブルテレビ向け放送局や番組制作などを運営する番組供給事業者であり、音楽ソフトの流通、販売、企画、制作（「SPACE SHOWER MUSIC」）、および出版事業（「SPACE SHOWER BOOKS」）も行っている。
本項では持株会社であるスペースシャワーSKIYAKIホールディングス株式会社（スペースシャワーすきやきホールディングス、英：SPACE SHOWER SKIYAKI HOLDINGS INC.）に関しても記述する。

## 概説
「スペースシャワーTV」の音楽専門チャンネルを運営している。スカパー!の衛星基幹放送事業者はフジテレビ系列のサテライト・サービス（かつてはSPET）。
かつてはお天気専門チャンネルのe-天気.netも運営していたが、同チャンネルの制作子会社であったeTENは2007年3月に運営権を与えられたうえでスカイパーフェクト・コミュニケーションズ（現：スカパーJSAT）の子会社となった（2010年4月、スカパー・ブロードキャスティングと合併）。
2001年4月、CS放送の番組供給を専業としている事業者としては、日本で初めて証券市場（JASDAQ）に上場している。
2011年10月、子会社であるバウンディ（音楽ソフトの流通・販売）、ブルース・インターアクションズ（音楽ソフトの企画・制作）を統合。旧バウンディの流通・販売部門は「BounDee by SSNW」（2014年4月、「SPACE SHOWER MUSIC」に統合）、旧ブルース・インターアクションズの音楽制作部門は「SPACE SHOWER MUSIC」、同出版部門は「SPACE SHOWER BOOKS」に改組。
2024年4月1日付でSKIYAKIと経営統合した上で持株会社制へ移行し、商号をスペースシャワーSKIYAKIホールディングス株式会社に変更した。スペースシャワーネットワークが手掛けている事業は、2023年12月に設立された株式会社スペースシャワーネットワーク分割準備会社から商号変更された株式会社スペースシャワーネットワーク（2代）が継承した。

## 沿革

### 旧：法人「スペースシャワー」
- 1989年
  - 1月 - 株式会社スペースシャワー設立
  - 12月 - スペースシャワーTV、ケーブルテレビ局に配信開始
- 1992年6月 - スペースシャワーTV、CS BAANによるCSアナログ放送開始
- 1993年12月 - 番組制作部門を独立。株式会社セップ（SeP）設立
- 1996年10月 - パーフェクTV!（現：スカパー!プレミアムサービス）でスペースシャワーTV・ウェザーシャワー24（現：e-天気.net）放送開始
- 1997年3月 - 株式会社スペースシャワーの全事業を株式会社スペースシャワーネットワークに譲渡し、会社清算。

### 現：法人「スペースシャワーネットワーク」
- 1994年10月 - 有限会社デジタルピクチャー設立。
- 1996年12月 - 有限会社デジタルピクチャーが、株式会社スペースシャワーネットワークに商号変更。
- 1997年
  - 3月 - 株式会社スペースシャワーの全事業を譲受。
  - 4月 - 下北沢にハイラインレコーズオープン（2003年、運営会社・株式会社ハイラインレコーズ解散、UKプロジェクトの子会社・株式会社ハイラインが2008年まで運営）。
- 1999年4月 - 下北沢にミュージックカフェ「スペースシャワーブランチ」オープン（2005年閉店）。
- 2001年4月 - JASDAQ上場。
- 2002年
  - 1月 - ニューズ・ブロードキャスティング・ジャパン（現：FOXインターナショナル・チャンネルズ）より「Channel [V]」事業を承継。
  - 4月 - Channel [V]をミュージックビデオ専門チャンネル「スペースシャワービデオミュージックチャンネル」（VMC）に変更。
- 2004年9月 - 株式会社セップを株式会社スペースシャワーティーヴィ・プロデューシングへ社名変更。ビデオクリップ（PV）等の映像制作事業は新たに設立された株式会社セップ（SEP）に事業承継。
- 2005年
  - 3月 - 株式会社eTEN（「e-天気.net」の制作を担当）を設立。
  - 4月 - 株式会社スペースシャワーティーヴィ・プロデューシングを株式会社スペースシャワーTVに社名変更。
- 2006年
  - 8月 - スリーディーシステム株式会社（2006年9月株式会社バウンディに社名変更）を子会社化。
  - 10月 - Pヴァイン・グループに資本参加（49%。2007年11月完全子会社化）。
- 2007年3月 - 株式会社eTENを株式交換によりスカイパーフェクト・コミュニケーションズ（現：スカパーJSAT）の完全子会社とする（2010年4月スカパー・ブロードキャスティングと合併）。
- 2008年3月末 - 株式会社スペースシャワーTV会社解散、事業はスペースシャワーネットワークに承継。
- 2010年
  - 3月 - 渋谷にミュージックレストラン「SPECE SHOWER TV THE DINER」（のちの「SHOWER LOUNGE PLUS」、運営はカトープレジャーグループ）オープン
  - 11月 - 渋谷にライブハウス「WWW」オープン。
- 2011年
  - 3月 - KDDIと業務提携[4][5]。これに伴い、KDDIは伊藤忠商事から14.03%の株式を取得し、伊藤忠商事の出資は37.00%に減少、連結子会社から持分法適用会社になる[6]。
  - 4月 - ミュージック専門/VMCを「100%ヒッツ!スペースシャワーTVプラス」に変更。子会社の株式会社ブルース・インターアクションズの邦楽事業・書籍出版事業について会社分割を行い、子会社の株式会社ペトロ・ミュージックに承継させる[7]。同時に、株式会社ペトロ・ミュージックを（新）株式会社ブルース・インターアクションズに、（旧）現在のブルース・インターアクションズを株式会社Pヴァインに、それぞれ商号（社名）変更する[8]。
  - 10月 - 連結子会社であるバウンディ、ブルース・インターアクションズの全事業を譲受[9][10]、両社は解散。
- 2014年4月 - コーポレートロゴをSPACE SHOWER TVが使用している「S」マークに変更。また、旧バウンディの流れをくむディストリビューション事業と旧ブルース・インターアクションズの流れをくむレーベル・マネージメント事業（旧SPACE SHOWER MUSIC）を新「SPACE SHOWER MUSIC」に統合[11]。
- 2015年
  - 3月 - ソニー・ミュージックコミュニケーションズと共同でエンタテインメント・コラボレーションカフェ「AREA-Q」をオープン[12]。
  - 6月 - フジ・メディア・ホールディングス（FMHD）と業務提携。第三者割当およびスカパーJSAT・ポニーキャニオン等からの株式譲受により、FMHD保有株式が16.65%となり、同社の持分法適用関連会社となる[13][14]。
- 2016年
  - 1月 - 株式会社アーティストコネクトを設立。
  - 2月
    - 株式会社アーティストコネクトは、株式会社EVENTIFYのファンクラブ事業を会社分割により承継し、コネクトプラス株式会社へ商号変更[15]。
    - メイドカフェ「@ほぉ〜むカフェ」を運営するインフィニア株式会社の全株式をリンクアップ株式会社から取得し子会社化[16]。

  - 9月 - 「WWW」上階にライブハウス2号店「WWW X」をオープン。
- 2018年7月 - GROVE株式会社を株式取得により連結子会社化[17]。
- 2019年12月 - ANYMIND GROUP LIMITEDと資本業務提携。連結子会社GROVE株式会社が同社の第三者割当増資等により当社の持分比率が低下したため、持分法適用関連会社となる。
- 2020年
  - 2月 - 株式会社Pヴァイン全株式を、Pヴァインの経営陣が設立した株式会社ニュースクールへ譲渡[18]。
  - 7月 - 一部書籍、隔月刊雑誌「ブルース&ソウル・レコーズ」、季刊雑誌「EYESCREAM」の発売元を株式会社トゥーヴァージンズへ移管[19]。
- 2021年
  - 2月 - INDEPENDENT IP B.V.との合弁会社として株式会社SPACE SHOWER FUGAを設立。
  - 3月 - 持分法適用関連会社GROVE株式会社の全株式をAnyMind Group株式会社に売却。
- 2022年4月 - 東京証券取引所の市場区分の見直しにより、JASDAQ（スタンダード）からスタンダード市場に移行。
- 2024年
  - 4月 - 株式会社SKIYAKIと経営統合した上で持株会社制へ移行。商号をスペースシャワーSKIYAKIホールディングス株式会社へ変更したと同時に、事業は株式会社スペースシャワーネットワーク（2代）（株式会社スペースシャワーネットワーク分割準備会社から商号変更）が継承[3]。
  - 10月
    - 本社を渋谷区道玄坂の渋谷道玄坂通ビルに移転[20]。
    - NTTドコモ傘下の動画配信サービス「Lemino」に「スぺシャオンデマンド」の提供を開始[21]。
- 2025年6月 - 「100%ヒッツ!スペースシャワーTVプラス」の放送を終了[22]。

## グループ企業
- SEP - ビデオクリップなどの映像制作事業
- インフィニア株式会社 - エンターテインメント型メイドカフェの@ほぉ〜むカフェ、およびファッションブランド「Seventeen Kiss」の運営、芸能人マネージメント[注釈 1]
- コネクトプラス株式会社 - ファンクラブ企画運営・EC・動画制作
- 株式会社SPACE SHOWER FUGA - デジタル音楽流通サービス